# Kruchaweczka torfowcowa
Kruchaweczka torfowcowa (Psathyrella sphagnicola (Maire) J. Favre – gatunek grzybów należący do rodziny kruchaweczkowatych (Psathyrellaceae).

## Systematyka i nazewnictwo
Pozycja w klasyfikacji według Index Fungorum: Psathyrella, Psathyrellaceae, Agaricales, Agaricomycetidae, Agaricomycetes, Agaricomycotina, Basidiomycota, Fungi.
Po raz pierwszy opisał go w 1910 r. René Charles Maire nadając mu nazwę Stropharia sphagnicola. Obecną, uznaną przez Index Fungorum nazwę nadał Jules Favre w 1937 r.
Synonimy:
- Drosophila sphagnicola (Maire) Kühner & Romagn. 1953
- Psathyrella psathyroides M.M. Moser 1953
- Stropharia psathyroides J.E. Lange 1923
- Stropharia sphagnicola Maire 1910

Polską nazwę zaproponował Władysław Wojewoda w 2003 r.

## Morfologia
Owocnik drobny, zazwyczaj pokryty kłaczkowatymi resztkami osłony. Podstawki 4-zarodnikowe. Zarodniki czerwonawo-brązowe, gładkie, 7,9–8,9 × 4,3–4,9 µm. Cheilocystydy baryłkowate 38–43 × 12–14 µm. Pleurocystydy podobne, ale większe. Kaulocystydy przysadziste, baryłkowate, rzadkie. Strzępki ze sprzążkami.

## Występowanie
Znane jest występowanie Psathyrella sphagnicola głównie w Europie. Poza nią podano jej stanowiska na Ziemi Ognistej w Ameryce Południowej, w Kanadzie nad Zatoką Hudsona, w środkowej części Ameryki Północnej i w Rosji. Władysław Wojewoda w swoim zestawieniu grzybów wielkoowocnikowych Polski w 2003 r. przytacza 5 jej stanowisk z uwagą, że jego rozprzestrzenienie w Polsce i stopień zagrożenia nie są znane.
Grzyb saprotroficzny. Występuje na torfowiskach wśród mchów z rodzaju Sphagnum.